# Шмик, Николай Александрович
Николай Александрович Шмик (15 февраля 1954 года) — советский и казахстанский
хоккеист с мячом, мастер спорта СССР международного класса.

## Биография
Родился в г. Карпинске, Свердловская область. Отец Александр Александрович всю жизнь проработал кузнецом на рудоремонтном заводе Карпинска. Мать Евдокия Парфёновна сначала работала в угольном разрезе, а затем няней в детском саду. Вместе с Николаем родители воспитывали дочь Милану (1947 г.р.) и троих сыновей: Александра (1951 г.р.), Владимира (1952 г.р.) и Геннадия (1958 г.р.).
В детстве занимался: хоккеем с шайбой — в команде «Спутник» машиностроительного завода г. Карпинска (филиал Уральского машиностроительного завода), участвовал в турнирах «Золотая шайба» и футболом — в команде «Шахтер» г. Карпинска, участвовал в турнирах «Кожаный мяч».

## Карьера

### Хоккей с мячом
Заниматься хоккеем с мячом начал в юношеской команде г. Карпинска в 1969 году. Участвовал в соревнованиях на первенство города, выступая за команду рудоремонтного завода комбината «Вахрушевуголь» и на первенство Свердловской области, выступая за команду г. Карпинска.

#### «Динамо» Алма-Ата
В состав команды «Динамо» (Алма-Ата) попал в 1970 году по приглашению старшего тренера команды Эдуарда Фердинандовича Айриха. Первый матч в основном составе команды провел 17 февраля 1971 года в Красногорске, где «Динамо» встречалось с командой «Зоркий» (Красногорск) (2:2).
С 1977 года и до завершения карьеры в «Динамо» играл под номером «6». Несколько лет был капитаном команды.
Рекордсмен команды по количеству проведенных игр — 450.
В составе «Динамо» становился обладателем Кубка европейских чемпионов (1978), чемпионом СССР (1977, 1990), серебряным призёром чемпионата СССР (1973, 1975, 1976, 1978, 1979, 1981), бронзовым призёром чемпионата СССР (1974, 1983) и бронзовым призёром чемпионата СНГ (1992)

#### «Казахгаз» Уральск
В 1994 году по предложению Саулета Рафикова стал выступать за «Казахгаз», игравшей в первой российской лиге, где провел два сезона — 1994/1995 и 1996/1997 гг.

#### Международная карьера
Участник двух турниров на «Кубок SAPA» в Швеции (г. Ветланда): 1979 (обладатель Кубка), 1983 (полуфиналист Кубка).
В 1979 году в составе сборной СССР по хоккею с мячом провел 2 матча: Финляндия — СССР — 3:1 (Миккели, Финляндия), Финляндия — СССР — 1:9 (Варкаус, Финляндия).
В составе сборной Казахстана по хоккею с мячом участвовал в 12-м Международном турнире на призы Правительства России (Россия, 1994), 19-м и 20-м чемпионатах мира (США, 1995 и Швеция, 1997).
Участник 7-го открытого чемпионата России по мини-хоккею с мячом среди ветеранов (г. Киров, 2005).

### Хоккей на траве
С 1974 по 1978 годы выступал за команду по хоккею на траве «Динамо» (Алма-Ата).
В составе команды становился чемпионом СССР (1975, 1976, 1977 и 1978) и серебряным призёром чемпионата СССР (1974).
В чемпионатах СССР провел 97 игр.
Участник Кубка европейских чемпионов по хоккею на траве (г. Барселона, 1978 г.).

## Достижения
- Мастер спорта СССР по хоккею с мячом (1973).
- Мастер спорта СССР по хоккею на траве (1974).
- Мастер спорта СССР международного класса (1978).
- Дважды включался в списки 22-х лучших игроков Федерации хоккея с мячом СССР (1979, 1981).